# 基督教惡魔學中的性

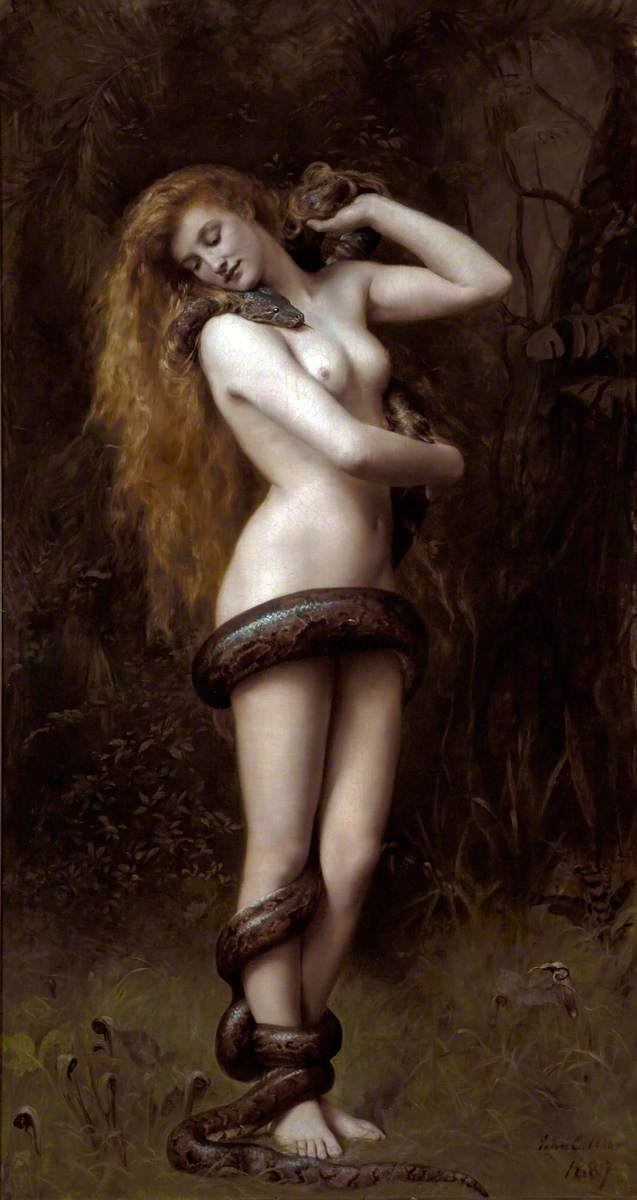
由John Collier繪製的莉莉丝畫像

在苏美尔、巴比伦人、亚述人與犹太人的信仰中，惡魔有男女性別之分。犹太人的恶魔大多是男性，不過也有如莉莉丝般的女性惡魔存在。在基督教惡魔學和神学中惡魔的性别與性倾向存在著爭議。

## 恶魔的性
传统基督教惡魔學中，諸如撒旦、巴力西卜（鬼王別西卜）和阿斯摩太在宗教和神秘学者的文本中几乎无一例外的被賦予一個男性的身分。这也適用於魅魔（succubi），尽管魅魔以女性身體的形状與男子性交，但通常仍被視為男性惡魔。
《所羅門的遺囑》（Testament of Solomon） 是關於猶太與基督教惡魔起源的早期論述，當中提到了惡魔欧尼阿斯（Ornias），他將自己設定了一個女性的形狀，並與男子性交（虽然有其他版本，指出他設定自己為一個老男人）。不過之後所羅門曾經在與巴力西卜的對話中提到女性惡魔，這暗示了有男性惡魔以女型出現（魅魔）及真正的女性惡魔兩種狀態。
基督教中的天使則是以男性的性别、名称和职能。 例如被視為偽經的《以諾書》記載，由阿撒兹勒所領導的看守天使（墮天使）降在黑門山，並因著慾望而與地上的女子結合、生子。
约翰·弥尔顿在《失樂園》中指出，虽然恶魔可能看起来像男性或女性、但靈體「可以設定其性別，或是同時擁有兩個性別，如此柔軟和單純的純淨本質」。不過，这些女性形状的設定可能只是在某一段時間时间用來欺騙人的伪装，就像撒旦也曾經偽裝成蟾蜍的形態一樣。大多的地方恶魔被描述为男性，像是和撒旦是罪與死亡之＂父＂。 亚当曾明确指出天堂的所有天使均為男性：
恶魔可能会視為雌雄同體，但一般的觀點認為惡魔既是男性也是女性，实际上并没有任何性别。這樣的觀點也同樣可以用在天使身上，天使也被認為是无性的。尼撒的貴格利 （4世纪）以及Ludovico Maria Sinistrari（17世纪）相信有男性和女性的恶魔，或者至少恶魔具有男性和女性的特點。

## 恶魔的情慾
恶魔的情慾是基督教惡魔學中的一個爭議性主題，學者的意見也有所分歧。

### 早期的提倡者
提倡者認為恶魔擁有情慾和淫乱，支持這一個想法的包括：希波的奥古斯丁（第5世紀）、辛克馬爾（第9世紀的法國神學家、蘭斯的大主教）、米海爾·普塞洛斯（11世紀）、William (13世紀，奧弗涅和巴黎的主教）、約翰內斯·陶勒（14世纪，基督教神祕主義者）與Ludovico Maria Sinistrari（17世纪）等人。
奥古斯丁、辛克馬爾和普塞洛斯認為，情慾是导致恶魔有人類發生性行為的原因。奧弗涅主教William則認為，惡魔是因為女性長而美麗的頭髮產生了特殊與病態的吸引力，因此女性必須遵循聖經將頭髮蓋，以避免頭髮激起興奮與慾望。陶勒认为恶魔是淫亂的，因此他们想要與人類發生性行为以满足他们的淫亂。Sinistrari支持恶魔有性慾的想法，但快樂和滿足並不是他們與人發生性關係的唯一動機，另一个動機是使妇女受孕。

### 早期的反對者
反對者不同意提倡者的說法，認為说恶魔不會有情慾和慾望，也不可能對愛友好的覺；也不會嫉妒，因為嫉妒是一個愛所造成的後果。支持這一個想法的包括：普鲁塔克 （第1到第２世紀）、托马斯·阿奎那（13世紀）、Nicholas Remy（16世紀初）和Henry Boguet（16至17世紀）等人。Ambrogio de Vignati也支持這一派的說法。
普鲁塔克認為恶魔不可能有性慾，因为他们不需要生育；這個想法也影響了後來的Remy。托马斯·阿奎那断言，恶魔不可能會有淫亂或情慾，他們只是想要引诱人類犯下性的罪。 雷米寫到：「惡魔並不會感受到美所啟發的性欲，因為它們並不需要生育，惡魔從一開始就以預定的數量被創造出來」。Boguet認為恶魔不知道情慾與艷麗「因为他们是不朽也不需要有后代，他们也不需要有性器官」，因此恶魔可能会使人们想象他们有性关系，但实际上没有发生。 Vignati和Johann Meyfarth同意Boguet的说法，認為與惡魔的性关系仅仅是被引起的虛構幻觉。支持这一想法者也認為恶魔可能会强奸妇女，而且與惡魔發生性关系是痛苦的， Nicholas Remy認為惡魔的性行為中有虐待的性傾向。Pierre de Lancre也支持这一想法，認為撒旦的偏好與已婚的妇女通奸，並在他們身上添加情慾的罪，但他沒提到其他惡魔的情慾。

### 中间觀點
15世紀《女巫之槌》的作者海因里希·克雷默和雅各·司布倫格在書中提到：惡魔并没有感受到來自女巫的愛，惡魔與人發生性關係是因为這是惡魔契約的一部份，惡魔契約則是那些普通人類男女与撒旦之間定下的。而諸如魅魔般的魔鬼，則是扮演了普通人的愛人，感到了人們對心爱之人的慾望而與他們性交。

### 在文學中
文學中通常支持恶魔是有感情、爱、恨及情慾的，也有一些故事提到惡魔的嫉妒：
- 在次經《多俾亞傳》中，惡摩阿斯摩太愛上了辣古耳的女儿撒辣或感觉到了對她的性欲（或兩者都有）。 出于嫉妒，阿斯摩太在薩辣的七任丈夫與她圓房前杀死了他們。 阿斯摩太从来没有與撒辣發生過过性行为，他并打算杀死撒辣的第八任丈夫多俾亞，但被天使拉斐尔所阻止。
- 另一个关于恶魔淫亂和情愛的故事在一名修士所寫的《伯爾納鐸傳》中，當中提到在11世纪，一个恶魔爱上了一个女人，每当女人的丈夫睡着了，惡魔就叫醒她，並像她丈夫一樣與她做愛，在許多年間犯下了各種类型的淫亂行为，並激起了她情慾。
- 德西德里乌斯·伊拉斯谟（16世紀）也說過一個關於恶魔嫉妒的故事，他指责一个恶魔在1533年於德國引起火灾烧毁了一个村庄。他说那是由於一个恶魔深深的爱着一个年轻的女人，但在是发现她與其他男人有性關係後，魔鬼充滿了愤怒並點燃了火。

## 性关系
基督教惡魔學家皆同意惡魔會與人类发生性關係，但是對於为什么以及如何發生，並沒有共同的觀點。 其中一個观点是，恶魔是為了诱使男人和女人產生情慾的罪，另外通奸也常被视为相关的罪。Pierre de Rostegny支持这一種想法，提出撒旦偏好与已婚妇女發生性行為，以在她們身上施加通奸的罪孽。尼撒的貴格利指出恶魔與婦女產下的兒童稱為惡魔受胎（Cambion），這些惡魔受胎增加了惡魔的數量。
魔鬼則被認為总是與女巫有性关系，通常以魅魔的形式，以及有一些女巫稱她們與公山羊形態的魔鬼性交。普通人也會在他們睡著的時候被魅魔誘惑，有時甚至在他們醒著的時候，惡魔以一個美麗的女人或男人的形態激發他們的慾望，雖然基督教神學家認為這個情況是可以抵抗的，但是犯罪的傾向總是強過於他們的信仰。Francesco Maria Guazzo也提供了關於人類與惡魔性行為的详细描述。
Nicholas Remy不同意许多神学家和惡魔學家的想法，他認為即使一個女人反對並抵抗惡魔，惡魔也可以強姦她；並提出一個年輕少女的案例，指該少女「雖然反對並抵抗，但在同一天被惡魔強姦了兩次；而且她的身體尚未成熟到足以皆受一個男人、幾乎因為這樣的傷害而死。」Catherine Latonia在1587年公認了這個案例，雖然這是否是一個迴避公開強姦者的藉口或是女孩自己認為恶魔强奸了她仍然未知。Sylvester Prieras也同意Remy的想法他認為恶魔不仅能强奸普通的妇女，而且还能夠強姦修女。還有一些其他的觀點例如：
- 《女巫之槌》确定了基督徒基本上相信惡魔能夠與人類發生性關係。但它的作者認為惡魔可能會在引發某些女性的假性懷孕。醫學後來解釋了這樣的假性懷孕學說，在魔宴（Witches' Sabbath）期間使用某些草藥製成的飲料使腹部充滿空氣，生孩子的時候，則是大量的空氣從女人的陰道裡排出。
- 许多基督教神学家（馬丁·路德和布丹等）相信恶魔可能使妇女懷孕，但他们的儿童非常短命，其它神学家（Francisco Valesio、aka Valesius、Tomaso Malvenda和Johann Cochlaeus等）則认为，这些儿童可能成為很重要的人物，像阿提拉、Melusine或敵基督。
- 希波的奥古斯丁、依諾增爵八世[來源請求]、艾爾伯圖斯·麥格努斯、托马斯·阿奎那 、Peter of Paluda、Martin of Arles與Ludovico Maria Sinistrari相信恶魔能使妇女受孕，但Ulrich Molitor、Heinrich Kramer、Jacob Sprenger和Nicholas Remy不同意這類的說法。
- 根据Nicholas Remy的說法，與惡魔發生性关系是痛苦的。但与此同时，许多人承認與惡魔發生性關系是令人满意的。Henri Boguet與Johann Meyfarth則認為恶魔只是引起了一場虚构的性交，因为惡魔没有像阴茎或阴道般的性器官。

## 拿非利人（偉人）
在《创世纪》第6章提到「神的兒子」，被一些人推定為堕落的天使，他們与人类的妇女結合，创造了一个強大的种族称为拿非利人（偉人）。
有些人認為這種解释是有争议的，他們認為該文中的「神的兒子」是指「女人的後代（創世記3:15）」，而「人的女子」則是指異教徒的女人，用以暗示塞特的後裔與該隱的後裔通婚。根據這種解釋，拿非利人不是指物理上的巨人，而是指沒有良心的人，他們具有極端的惡意和侵略性。這種解釋將早期認為惡魔對人類能有直接的作為縮限到僅僅能影響人類事務，而不實際與人類本身發生性關係。這個論點源於對舊約中對彌賽亞的解釋，認為因為罪惡，人類需要從耶和華的審判中解脫。惡魔只能試圖阻止人類相信彌賽亞，並且可以在不與人類性交的情況下實現這一點。